# بری شوارتس
بِری شوارتس (انگلیسی: Barry Schwartz) (زادهٔ ۱۵ اوت ۱۹۴۶) روان‌شناس آمریکایی و استاد کالج سوارثمور است. او بیش از چهل سال در کالج سوارثمور روان‌شناسی تدریس کرده‌است. شوارتس نویسندهٔ چندین کتاب از جمله، تناقض انتخاب و چرا کار می‌کنیم می‌باشد. به‌گفتهٔ تد، «شوارتس با مطالعهٔ پیوند میان اقتصاد و روان‌شناسی، دیدی شگفت‌انگیز از زندگی امروزی ارائه می‌کند».
او همچنین در کالج سوارثمور به تدریس نظریه اجتماعی و کنش اجتماعی می‌پردازد. از او به‌طور مرتب مقاله‌هایی در نیویورک تایمز چاپ می‌شود.

## تحصیلات
- کارشناسی در دانشگاه نیویورک، ۱۹۶۸
- پی‌اچ‌دی در دانشگاه پنسیلوانیا، ۱۹۷۱

## آثار

### مقاله‌ها
- شماری از مقاله‌های پژوهشی در تارنمای کالج سوارثمور
- فهرست مقاله‌ها در اسلیت
- فهرست مقاله‌ها در هافینگتن پست

### کتاب‌ها
- چرا کار می‌کنیم، ۲۰۱۵ (شابک ۹۷۸۱۴۷۶۷۸۴۸۶۱)
این کتاب توسط انتشارات سایمون شوستر و تد منتشر شده‌است. شوارتس در این کتاب نشان می‌دهد که پاسخ به پرسش سادهٔ «چرا کار می‌کنیم؟» می‌تواند پیچیده و تعجب‌آور باشد. او نشان می‌دهد که در نظر گرفتن کار به‌عنوان صرفاً منبعی برای کسب درآمد موجب ناخشنودی و سردرگمی در جامعه شده‌است. شوارتس در این کتاب راهکارهایی را برای توانمندسازی خواننده در یافتن شغلی مناسب ارائه می‌کند.[۴]
- خِرَد عملی، با کنت شارپ، ۲۰۱۰ (شابک ۹۷۸–۱۵۹۴۴۸۷۸۳۵)
شوارتس و شارپ در این کتاب، قوانین و مقررات بسیار را موجب از میان رفتن تفکر آزاد و تصمیم‌گیری‌های خردمندانه در محیط کار می‌دانند. آن‌ها مشوق‌های مالی را عامل فساد افراد می‌دانند. یک مثال آن‌ها در این زمینه، پزشکی است که برای شمار بیمارانی که ملاقات می‌کند پاداش می‌گیرد، نه کیفیت خدماتش. شوارتس و شارپ یک راه حل این وضعیت را کاهش قوانین دست‌وپاگیر و دادن بصیرت به افراد می‌دانند.[۵]
- تناقض انتخاب: چرا بیشتر کمتر است، ۲۰۰۴ (شابک ۰-۰۶-۰۰۰۵۶۸-۸، ۰-۰۶-۰۰۰۵۶۹-۶)
شوارتس در این کتاب به وضعیت زندگی در جوامعی می‌پردازد که شهروندانشان از آزادی عمل و قدرت انتخاب بالایی برخوردارند و در عین حال افسردگی در آن‌ها تقریباً همه‌گیر شده‌است.[۲] شوارتس این وضعیت را «فوران انتخاب» می‌نامد که در آن افراد با انتظارات بالا خودشان را با دیگران مقایسه کرده و احساس ناخشنودی می‌کنند. راه‌حل شوارتس بسنده کردن به یک چیز قابل قبول است در عین حال که می‌دانیم چیزی بهتر از آن هم وجود دارد.[۶]
- هزینهٔ زندگی: چگونه آزادی کسب‌وکار بهترین چیزهای زندگی را می‌ساید، ۲۰۰۱ (شابک ۰-۷۳۸۸-۵۲۵۱-۱)
- روان‌شناسی یادگیری و رفتار، با ادوارد وسرمن و استیون رابینز
- یادگیری و حافظه، با دنیل رایزبرگ
- جنگ طبیعت انسان: اخلاق، و زندگی مدرن
- رفتارگرایی دانش، و طبیعت انسان، با هیو لیسی، ۱۹۸۳ (شابک ۰-۳۹۳-۰۱۵۸۵-۸)